# Chiesa dei Santi Matteo e Secondo
La chiesa dei Santi Matteo e Secondo,  detta altresì chiesa dei Santi Matteo e Carlo, è la parrocchiale di Villa San Secondo, in provincia e diocesi di Asti; fa parte della zona pastorale Nord.

## Storia
La prima citazione di una chiesa nella zona di Villa San Secondo è da ricercare in un documento datato 1153 in cui si fa menzione della plebs de Covatio, che sorgeva dove oggi si trova il camposanto del paese.

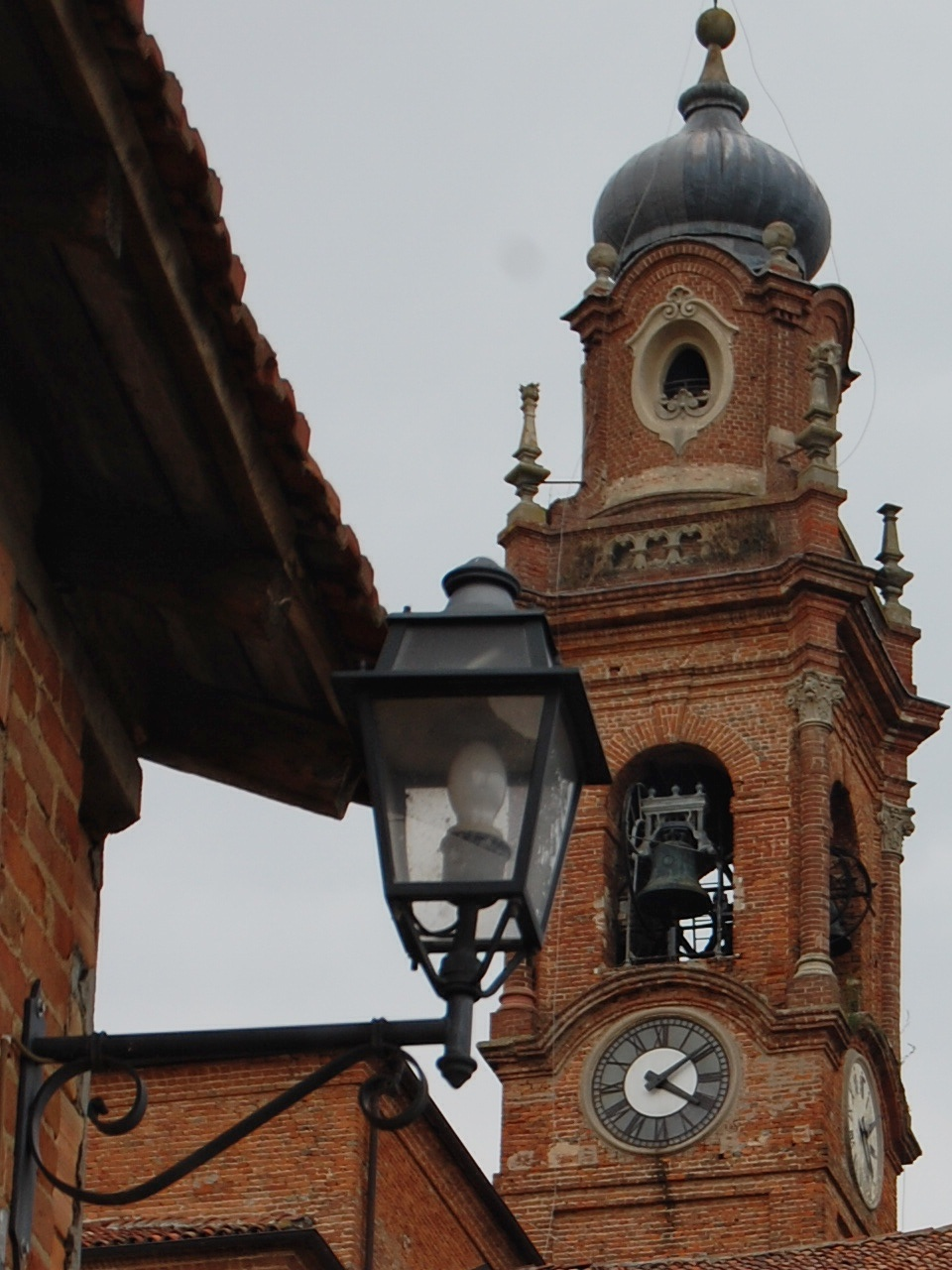
La torre campanaria

Nel 1771 venne posta la prima pietra della nuova parrocchiale; l'edificio, disegnato dai torinesi Giuseppe Teodoro Capello e Pietro Posso, fu portato a compimento nel 1777 e consacrata nel 1781.
Nel 1923 la facciata fu modificata con la realizzazione di alcuni sfondati contenenti affreschi realizzati da Luigi Morgari, andati però quasi del tutto perduti col tempo.
Nel 1930 una folgore provocò diversi danni al campanile, la cui cella e la cui cuspide dovettero venir riedificata su disegno di Alfonso Chioccarello.
Nel 1935 il pavimento del presbiterio fu rifatto; tra il 1965 e il 1966 la struttura venne sottoposta ad un intervento di deumidificazione dei muri, mentre nel 1971 venne posata la nuova pavimentazione della navata.
Nel 2005 il tetto subì un consolidamento e un restauro.

## Descrizione

### Facciata
La facciata, di forma leggermente concava, è in mattoni faccia a vista ed è suddivisa in due ordini scanditi da lesene. In quello inferiore si trova il portale principale architravato e con lunetta sovrastante, mentre in quello superiore è presente un rosone leggermente ad ellisse.
Ai lati sono presenti due strutture di coronamento ad attico con statue raffiguranti i santi Secondo e Matteo, scolpite nel 1908 da Giuseppe Camusso.
La facciata è completata dal timpano triangolare sopra il quale sono presenti dei pinnacoli.

### Interno
L'interno, la cui pianta è a croce greca, si compone di un'unica navata, che termina con il presbiterio rialzato di due gradini e a sua volta chiuso dall'abside di forma semicircolare.
Opere di pregio qui conservate sono l'altare maggiore, in marmi policromi e realizzato alla fine del XVIII secolo, le decorazioni eseguite nel 1910 da Luigi Morgari e Giovanni Lamberti, il paliotto ligneo dell'altare laterale di San Secondo, una pala di Guglielmo Caccia e l'organo della ditta varesina Gandini, costruito nel 1899.